# كارل ويلهلم
كارل ويلهلم (بالألمانية: Carl Wilhelm)‏ هو ملحن ألماني، ولد في 5 سبتمبر 1815 في اشمالكالدن في ألمانيا، وتوفي بنفس المكان في 26 أغسطس 1873.

## وصلات خارجية
- كارل ويلهلم على موقع ميوزك برينز (الإنجليزية)
- كارل ويلهلم على موقع ديسكوغز (الإنجليزية)